# Prionolejeunea ruthenbergiana
Prionolejeunea ruthenbergiana là một loài Rêu trong họ Lejeuneaceae. Loài này được (Gottsche) Stephani miêu tả khoa học đầu tiên năm 1913.